# گمینا کوخانوویتسه
گمینا کوخانوویتسه (به لهستانی:  Gmina Kochanowice) یک گمینا در لهستان است که در شهرستان لوبلینگتس واقع شده‌است. گمینا کوخانوویتسه ۷۹٫۷۱ کیلومتر مربع مساحت و ۶٬۶۶۸ نفر جمعیت دارد.